# Dimitrie Popescu
Dimitrie Popescu (n. 10 septembrie 1961, Straja, România – d. 11 noiembrie 2023, Bușteni, Prahova, România) a fost un canotor român, laureat cu aur la Barcelona 1992. După retragerea din activitatea competițională a devenit antrenor la CSA Steaua, iar din 1997 a fost antrenor la lotul national de canotaj al  României.
A primit titlurile de Maestru al Sportului si Maestru Emerit al Sportului.

## Legături externe
Materiale media legate de Dimitrie Popescu la Wikimedia Commons
- Dimitrie Popescu la Comitetul Olimpic și Sportiv Român (arhivat)
- en Dimitrie Popescu la Olympedia.org